# يوليوس توماس فرازير
يوليوس توماس فرازير (بالمجرية: Fraser Gyula Tamás)‏ هو كاتب مجري، ولد في 7 مايو 1923 في بودابست في المجر، وتوفي في 21 نوفمبر 2010 في ويستبورت (كونيتيكت) في الولايات المتحدة.